# General Alvear (Mendoza)
General Alvear è il capoluogo del dipartimento omonimo nella provincia di Mendoza, nell'Argentina occidentale.

## Geografia
General Alvear è situata sulle sponde del fiume Atuel, a 290 km a sud-est del capoluogo provinciale  Mendoza.

## Storia
Fondata il 12 agosto del 1914, è intitolata a Carlos María de Alvear, militare e direttore supremo delle Province Unite del Río de la Plata. 

## Cultura

### Musei
- Museo municipale della guerra delle Malvinas

## Infrastrutture e trasporti
General Alvear è un importante snodo stradale in quanto situata all'intersezione tra la strada nazionale 143, che unisce la provincia di Mendoza a quella di La Pampa, e la strada nazionale 188, che unisce l'est di Mendoza alla provincia di San Luis e a quella di Buenos Aires.